# 프리빌로프뒤쥐
프리빌로프뒤쥐(Sorex pribilofensis) 또는 프리빌로프섬뒤쥐는 땃쥐과에 속하는 포유류의 일종이다. 알래스카의 프리빌로프 섬에서만 발견된다.

## 같이 보기
- 가면뒤쥐
- 세인트로렌스뒤쥐
- 불모지뒤쥐
- 북극뒤쥐